# Aethionema karamanicum
Aethionema karamanicum là một loài thực vật có hoa trong họ Cải. Loài này được Ertugrul & Beyazoglu mô tả khoa học đầu tiên năm 1997.